# Ginástica na Universíada de Verão de 2011
As competições de ginástica na Universíada de Verão de 2011 foram disputadas no Ginásio do Distrito de Bao'an (ginástica artística e rítmica) e no Ginásio de Esportes do Parque Futain (ginástica aeróbica) em Shenzhen, China. A ginástica artística foi disputada entre 13 e 16 de agosto e as ginásticas rítmica e aeróbica entre 20 e 22 de agosto de 2011.

## Calendário
|                     | Agosto              | Agosto              | Agosto              | Agosto              | Agosto              | Agosto              | Agosto              | Agosto              | Agosto              | Agosto              | Agosto              | Agosto              | Agosto              | Agosto |
| 11                  | 12                  | 13                  | 14                  | 15                  | 16                  | 17                  | 18                  | 19                  | 20                  | 21                  | 22                  | 23                  |                     |        |
| Ginástica artística | Ginástica artística | Ginástica artística | Ginástica artística | Ginástica artística | Ginástica artística | Ginástica artística | Ginástica artística | Ginástica artística | Ginástica artística | Ginástica artística | Ginástica artística | Ginástica artística | Ginástica artística |        |
| ------------------- | ------------------- | ------------------- | ------------------- | ------------------- | ------------------- | ------------------- | ------------------- | ------------------- | ------------------- | ------------------- | ------------------- | ------------------- | ------------------- | ------ |
| Masculino           |                     |                     |                     | 1                   | 1                   | 6                   |                     |                     |                     |                     |                     |                     |                     |        |
| Feminino            |                     |                     | 1                   |                     | 1                   | 4                   |                     |                     |                     |                     |                     |                     |                     |        |
| Ginástica rítmica   |                     |                     |                     |                     |                     |                     |                     |                     |                     |                     |                     |                     |                     |        |
| Feminino            |                     |                     |                     |                     |                     |                     |                     |                     |                     |                     | 2                   | 6                   |                     |        |
| Ginástica aeróbica  |                     |                     |                     |                     |                     |                     |                     |                     |                     |                     |                     |                     |                     |        |
| Misto               |                     |                     |                     |                     |                     |                     |                     |                     |                     | 2                   | 2                   | 1                   |                     |        |

|  | Dia de competição |  | Dia de final |

## Medalhistas

### Ginástica artística
Masculino
| Evento                    | Ouro                                                                                  | Prata                                                                      | Bronze                                                                               |        |        |        |
| Equipe                    | Equipe                                                                                | Equipe                                                                     | Equipe                                                                               | Equipe | Equipe | Equipe |
| ------------------------- | ------------------------------------------------------------------------------------- | -------------------------------------------------------------------------- | ------------------------------------------------------------------------------------ | ------ | ------ | ------ |
| Equipe detalhes           | JPN Japão Yodai Hojo Hiroki Ishikawa Ryuzo Sejima Masayoshi Yamamoto Shoichi Yamamoto | CHN China Chen Xuezhang Cheng Ran Liu Rongbing Wang Guanyin Yang Shengchao | ROU Romênia Cristian Bataga Marius Berbecar Ovidiu Buidoso Vlad Cotuna Flavius Koczi |        |        |        |
| Individual                |                                                                                       |                                                                            |                                                                                      |        |        |        |
| Geral detalhes            | UKR Mykola Kuksenkov                                                                  | JPN Shoichi Yamamoto                                                       | CAN Nathan Gafuik                                                                    |        |        |        |
| Solo detalhes             | ROU Flavius Koczi                                                                     | JPN Ryuzo Sejima                                                           | JPN Shoichi Yamamoto                                                                 |        |        |        |
| Cavalo com alças detalhes | AUS Prashanth Sellathurai                                                             | BEL Donna-Donny Truyens                                                    | ROU Flavius Koczi                                                                    |        |        |        |
| Argolas detalhes          | BRA Arthur Zanetti                                                                    | FRA Samir Ait Said                                                         | TPE Chen Chihyu                                                                      |        |        |        |
| Salto detalhes            | ROU Flavius Koczi                                                                     | CAN Nathan Gafuik                                                          | CHN Cheng Ran                                                                        |        |        |        |
| Barras paralelas detalhes | CHN Wang Guanyin                                                                      | ROU Marius Berbecar                                                        | —                                                                                    |        |        |        |
| Barras paralelas detalhes | CHN Wang Guanyin                                                                      | CHN Liu Rongbing                                                           | —                                                                                    |        |        |        |
| Barra fixa detalhes       | CHN Chen Xuezhang                                                                     | UKR Mykola Kuksenkov                                                       | JPN Hiroki Ishikawa                                                                  |        |        |        |

Feminino
| Evento                       | Ouro                                                                        | Prata                                                                                              | Bronze                                                                                       |        |        |        |
| Equipe                       | Equipe                                                                      | Equipe                                                                                             | Equipe                                                                                       | Equipe | Equipe | Equipe |
| ---------------------------- | --------------------------------------------------------------------------- | -------------------------------------------------------------------------------------------------- | -------------------------------------------------------------------------------------------- | ------ | ------ | ------ |
| Equipe detalhes              | JPN Japão Yuma Imanishi Yu Minobe Keiko Mukumoto Kyoko Oshima Mai Yamagishi | UKR Ucrânia Yana Demyanchuk Valentyna Holenkova Maryna Kostiuchenko Anastasia Koval Angelina Kysla | RUS Rússia Yulia Lozhechko Anna Myzdrikova Alena Polyan Irina Sazonova Ekaterina Skorodumova |        |        |        |
| Individual                   |                                                                             | |                                                                                              |        |        |        |
| Geral detalhes               | CHN Xiao Kangjun                                                            | JPN Mai Yamagishi                                                                                  | RUS Alena Polyan                                                                             |        |        |        |
| Salto detalhes               | KOR Jo Hyun-Joo                                                             | RUS Anna Myzdrikova                                                                                | RUS Alena Polyan                                                                             |        |        |        |
| Salto detalhes               | KOR Jo Hyun-Joo                                                             | RUS Anna Myzdrikova                                                                                | HKG Wong Hiu Ying Angel                                                                      |        |        |        |
| Barras assimétricas detalhes | JPN Yu Minobe                                                               | JPN Mai Yamagishi                                                                                  | UKR Angelina Kysla                                                                           |        |        |        |
| Trave detalhes               | JPN Yu Minobe                                                               | CHN Guan Wenli                                                                                     | JPN Mai Yamagishi                                                                            |        |        |        |
| Solo detalhes                | RUS Alena Polyan                                                            | JPN Keiko Mukumoto                                                                                 | CHN Xiao Kangjun                                                                             |        |        |        |

### Ginástica rítmica
| Evento                    | Ouro                                                                 | Ouro    | Prata | Prata   | Bronze                                                                                           | Bronze  |
| Equipe                    | Equipe                                                               | Equipe  | Equipe | Equipe  | Equipe                                                                                           | Equipe  |
| ------------------------- | -------------------------------------------------------------------- | ------- | --- | ------- | ------------------------------------------------------------------------------------------------ | ------- |
| Grupo geral detalhes      | CHN China Liu Shu Ma Qianhui Wang Xue Wang Yuting Wu Mengran Zou Lie | 52,750  | RUS Rússia Alexandra Elyutina Margarita Goncharova Yulia Guryanova Daria Kuvshinova Anna Loman Alexandra Makarova | 51,525  | JPN Japão Yurie Akashi Saori Inagaki Motoi Kasahara Yurika Kurimoto Kaho Okamoto Kasumi Sakihama | 49,750  |
| 5 bolas detalhes          | CHN China Liu Shu Ma Qianhui Wang Xue Wang Yuting Wu Mengran Zou Lie | 26,950  | RUS Rússia Alexandra Elyutina Margarita Goncharova Yulia Guryanova Daria Kuvshinova Anna Loman Alexandra Makarova | 26,925  | JPN Japão Yurie Akashi Saori Inagaki Motoi Kasahara Yurika Kurimoto Kaho Okamoto Kasumi Sakihama | 25,875  |
| 3 fitas + 2 aros detalhes | CHN China Liu Shu Ma Qianhui Wang Xue Wang Yuting Wu Mengran Zou Lie | 27,100  | RUS Rússia Alexandra Elyutina Margarita Goncharova Yulia Guryanova Daria Kuvshinova Anna Loman Alexandra Makarova | 26,900  | JPN Japão Yurie Akashi Saori Inagaki Motoi Kasahara Yurika Kurimoto Kaho Okamoto Kasumi Sakihama | 24,600  |
| Individual                |                                                                      |         | |         |                                                                                                  |         |
| Geral detalhes            | RUS Yevgeniya Kanayeva                                               | 115,350 | RUS Daria Dmitrieva                                                                                               | 111,875 | BLR Liubov Charkashyna                                                                           | 109,700 |
| Maças detalhes            | RUS Yevgeniya Kanayeva                                               | 29,200  | AZE Aliya Garayeva                                                                                                | 27,725  | UKR Alina Maksimenko                                                                             | 27,375  |
| Aro detalhes              | RUS Yevgeniya Kanayeva                                               | 29,150  | UKR Alina Maksimenko                                                                                              | 28,100  | CHN Deng Senyue                                                                                  | 27,050  |
| Fita detalhes             | RUS Daria Dmitrieva                                                  | 28,600  | RUS Yevgeniya Kanayeva                                                                                            | 28,575  | BLR Liubov Charkashyna                                                                           | 28,200  |
| Bola detalhes             | RUS Yevgeniya Kanayeva                                               | 29,200  | RUS Daria Dmitrieva                                                                                               | 28,400  | BLR Liubov Charkashyna                                                                           | 28,200  |

### Ginástica aeróbica
| Evento                   | Ouro | Ouro   | Prata | Prata  | Bronze | Bronze |
| Equipe                   | Equipe | Equipe | Equipe | Equipe | Equipe | Equipe |
| ------------------------ | --- | ------ | --- | ------ | --- | ------ |
| Duplas mistas detalhes   | CHN China Huang Jinxuan Tao Le | 21,000 | RUS Rússia Maxim Grinin Evgeniya Kudymova | 21,000 | ITA Itália Giulia Bianchi Emanuele Pagliuca | 20,250 |
| Trios detalhes           | KOR Coreia do Sul Kim Guon-Taeck Lee Kyung-Ho Ryu Ju-Sun | 21,400 | RUS Rússia Alexander Kondratichev Kirill Lobaznyuk Igor Trushkov | 21,100 | ROU Romênia Valentin Mavrodineanu Petru Porime Tolan Mircea Zamfir | 20,950 |
| Grupos detalhes          | CHN China Che Lei Li Liangfa Liu Chao Liu Tianbo Tao Le Wang Zizhuo | 21,750 | RUS Rússia Danil Chayun Garsevan Dzhanazyan Valerii Gusev Alexander Kondratichev Kirill Lobaznyuk Igor Trushkov                                                            | 21,650 | ROU Romênia Andreea Bogati Laura Andreea Cristache Petru Porime Tolan Anca Claudia Surdu Mircea Zamfir | 21,265 |
| Aero Dance detalhes      | CHN China Che Lei Huang Jinxuan Lin Junxian Liu Chao Shou Minchao Tao Le Wang Yang Zhao Sitong Zheng Ziya Zou Qin                                                                | 19,163 | ROU Romênia Andreea Bogati Laura Andreea Cristache Valentin Mavrodineanu Petru Porime Tolan Anca Claudia Surdu Mircea Zamfir                                               | 19,063 | KOR Coreia do Sul Hwang In-Chan Kim Eung-Soo Kim Sung-Ho Lee Jon-Gu Lee Kyung-Ho Ryu Ju-Sun Song Sung-Kyu Yoon Chang-Il Yoon Kwang-Seok Yun Tae-Hee                                                                                               | 18,950 |
| Aero Step detalhes       | CHN China Huang Jinxuan Lin Junxian Qiao Dayan Shou Minchao Wang Yang Xu Fan Zhao Sitong Zheng Ziya Zou Qin                                                                      | 17,750 | RUS Rússia Polina Amosenok Danil Chayun Maxim Grinin Olga Kislukhina Veronika Korneva Anzhella Korotkova Evgeniya Kudymova Kirill Lobaznyuk Dmitrii Safonov Denis Shurupov | 17,600 | KOR Coreia do Sul Choe Ha-Neul Jo Ye-Ran Kim Ji-Un Lee Sa-Lang Shim Mi-Hyun Shin Hyun-Kyung | 17,520 |
| Ranking equipes detalhes | CHN China Che Lei Geng Ruowei Huang Jinxuan Li Liangfa Lin Junxian Liu Xao Liu Tianbo Qiao Dayan Shou Minchao Tao Le Wang Yang Wang Zizhuo Xu Fan Zhao Sitong Zheng Ziya Zou Qin | –      | – | –      | RUS Rússia Polina Amosenok Danil Chayun Garsevan Dzhanazyan Maxim Grinin Valerii Gusev Olga Kislukhina Alexander Kondratichev Veronika Korneva Anzhella Korotkova Evgeniya Kudymova Kirill Lobaznyuk Dmitrii Safonov Denis Shurupov Igor Trushkov | –      |
| Ranking equipes detalhes | ROU Romênia Andreea Bogati Laura Andreea Cristache Valentin Mavrodineanu Petru Porime Tolan Anca Claudia Surdu Mircea Zamfir                                                     | –      | – | –      | RUS Rússia Polina Amosenok Danil Chayun Garsevan Dzhanazyan Maxim Grinin Valerii Gusev Olga Kislukhina Alexander Kondratichev Veronika Korneva Anzhella Korotkova Evgeniya Kudymova Kirill Lobaznyuk Dmitrii Safonov Denis Shurupov Igor Trushkov | –      |

## Quadro de medalhas
| Ordem | País              | Medalha de ouro | Medalha de prata | Medalha de bronze |    |
| ----- | ----------------- | --------------- | ---------------- | ----------------- | -- |
| 1     | CHN China         | 11              | 3                | 3                 | 17 |
| 2     | RUS Rússia        | 6               | 11               | 4                 | 21 |
| 3     | JPN Japão         | 4               | 5                | 6                 | 15 |
| 4     | ROU Romênia       | 3               | 2                | 4                 | 9  |
| 5     | KOR Coreia do Sul | 2               |                  | 2                 | 4  |
| 6     | UKR Ucrânia       | 1               | 3                | 2                 | 6  |
| 7     | AUS Austrália     | 1               |                  |                   | 1  |
|       | BRA Brasil        | 1               |                  |                   | 1  |
| 9     | CAN Canadá        |                 | 1                | 1                 | 2  |
| 10    | AZE Azerbaijão    |                 | 1                |                   | 1  |
|       | BEL Bélgica       |                 | 1                |                   | 1  |
|       | FRA França        |                 | 1                |                   | 1  |
| 13    | BLR Bielorrússia  |                 |                  | 3                 | 3  |
| 14    | HKG Hong Kong     |                 |                  | 1                 | 1  |
|       | ITA Itália        |                 |                  | 1                 | 1  |
|       | TPE Taipé Chinês  |                 |                  | 1                 | 1  |
| TOTAL | TOTAL             | 29              | 28               | 28                | 85 |